# Мустафа IV
Мустафа́ IV (осман. مصطفى‎ / IV Mustafa; 8 сентября 1779, Стамбул — ноябрь 1808, там же) — султан Османской империи, правивший с 29 мая 1807 по 28 июня 1808 года. Сын султана Абдул-Хамида I от Айше Синепервер-султан, Мустафа IV пришёл к власти в результате янычарского мятежа, свергшего с престола его двоюродного брата Селима III. Сторонники свергнутого султана бежали в Русчук под защиту местного аяна Алемдара Мустафы-паши, который, собрав войска, отправился в столицу, чтобы вернуть трон Селиму III. Когда Алемдар был уже у ворот султанского дворца, Мустафа IV отдал приказ о казни своего свергнутого дяди Селима III и единокровного брата-наследника Махмуда. Селим был убит, однако Махмуду удалось выжить. Бунтовщики свергли Мустафу IV и возвели на трон Махмуда II. Ставший великим визирем при новом султане, Алемдар Мустафа-паша принял ряд решений, которые возмутили как султана, так и янычар, поднявших новый мятеж, в ходе которого султан Махмуд II приказал казнить свергнутого брата Мустафу.

## Биография

### Происхождение и ранние годы

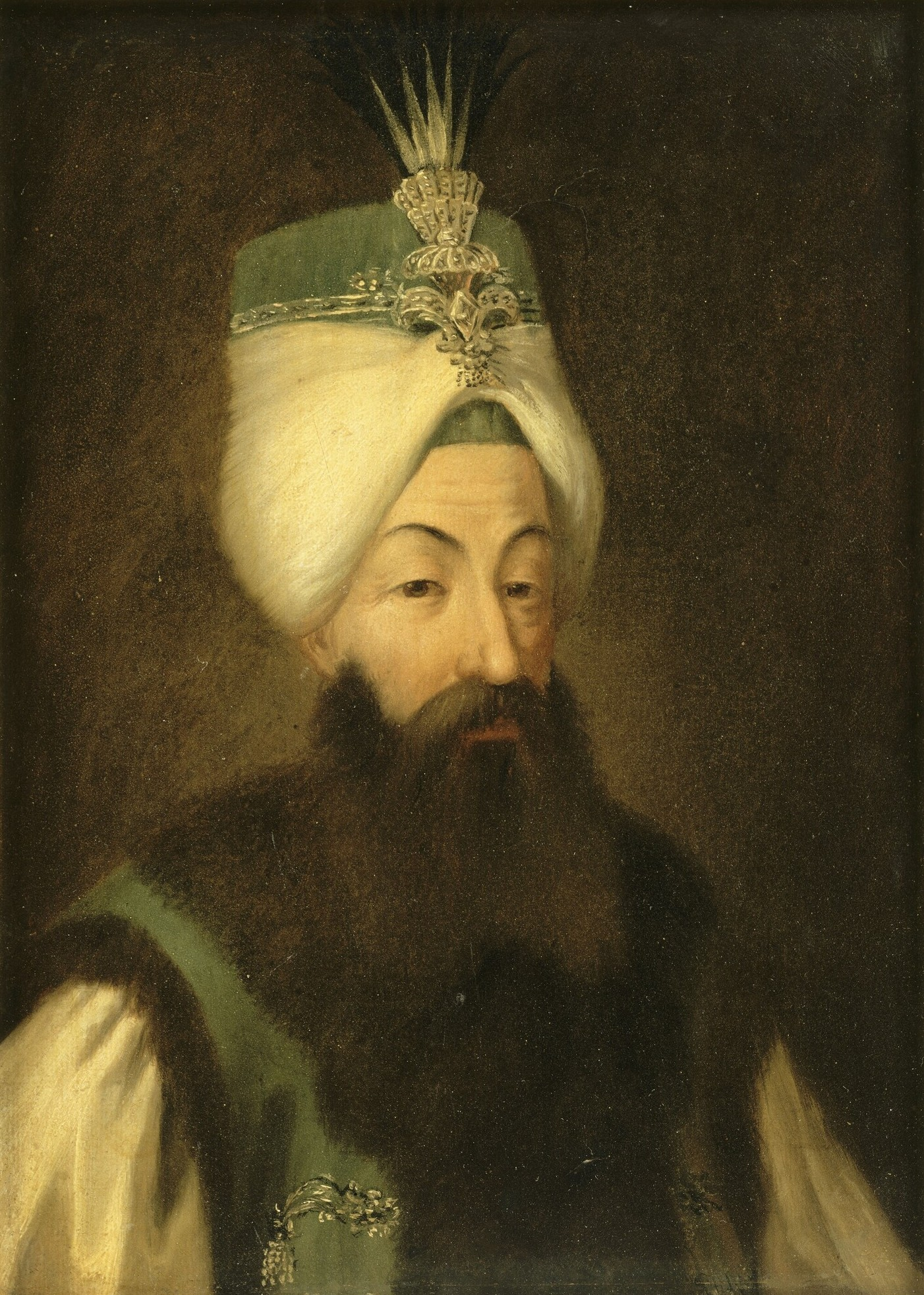
Портрет султана Абдул-Хамида I, отца Мустафы IV, приписываемый кисти Фернандо Тониоли, 1788 год

Мустафа родился в Стамбуле 8 сентября 1779 года (26 шабан 1193 года по хиджре) в семье османского султана Абдул-Хамида I и одной из его жён Айше Синепервер-султан, черкешенки или грузинки по происхождению. У Мустафы были, предположительно, полнородные брат Ахмед, умерший в детстве, и сестра Эсма, а также более двадцати единокровных братьев и сестёр.
Будучи сыном султана, шехзаде Мустафа получил классическое дворцовое образование. Вместе со своим единокровным братом шехзаде Махмудом он участвовал в инспекционных поездках отца по городу, где познавал мир за пределами дворцовых стен.
Когда 7 апреля 1789 года умер отец Мустафы Абдул-Хамид I, новым султаном в соответствии с действовавшим тогда принципом престолонаследия стал племянник покойного Селим III. Селим III был бездетен и с теплотой относился к кузенам, благодаря чему Мустафа вёл беззаботный образ жизни.
Находясь в статусе шехзаде, Мустафа примкнул к оппозиции и стремился взойти на престол, пользуясь деятельностью своих приближённых, в частности — сестры Эсмы и янычар. В своё время Селим III, также будучи престолонаследником, тоже стремился поскорее занять трон и предпринимал некоторые действия для этого; за деятельностью шехзаде и его окружения следили люди султана Абдул-Хамида I и в случае необходимости сам султан мог применить довольно жёсткие меры к племяннику. Селим также следил за деятельностью двоюродного брата, однако, ввиду мягкости своего характера, не предпринимал никаких действий против него.

### Правление
Селим III вёл политику военно-административных реформ, получивших название Низам-и Джедид, направленную на модернизацию и вестернизацию вооружённых сил и государственного аппарата. Однако эти реформы не устраивали многих военных, политических и религиозных деятелей: военные, в частности, выступали против ношения новой формы, которую они считали неисламской. В конечном итоге, 25—29 мая 1807 года недовольство вылилось в восстание янычар под предводительством Кабакчы Мустафы-паши и свержение султана Селима III, который был возвращён в свои покои в кафесе, в которых пребывал до восшествия на престол. Новым султаном 29 мая 1807 года (21 раби аль-авваль 1222 года по хиджре) стал Мустафа под именем «Мустафа IV». Реформы Селима III были отменены, его новая армия, обученная по западному образцу, была распущена, большинство сторонников реформ были убиты, а остальные бежали в Русчук под защиту местного аяна Алемдара Мустафы-паши.
| Дата      | Визирь              |
| --------- | ------------------- |
| 1807      | Ибрагим Хильми-паша |
| 1807—1808 | Челеби Мустафа-паша |

| Дата      | Шейх-уль-ислам                   |
| --------- | -------------------------------- |
| 1807—1808 | Шерифзаде Атауллах Мехмед-эфенди |
| 1808      | Арапзаде Мехмет Ариф-эфенди      |

31 мая 1807 года, через два дня после восшествия Мустафы IV на престол, было проведено собрание, на котором каймакам Кёсе Муса-паша, шейх-уль-ислам Шерифзаде Атауллах Мехмед-эфенди, казаскеры, почтенный улем Айынтаби Мехмед Мюниб-эфенди и Кабакчы Мустафа-паша постановили, что в соответствии со всеми «законами шариата» (тур. hüccet-i şer‘iyye) будет издан указ, согласно которому мятежники не будут привлечены к ответственности, а янычары, в свою очередь, не станут вмешиваться в дела государства и будут подчиняться приказам. Мустафа IV подтвердил решение собрания и поклялся, что мятежники не будут наказаны. Однако вскоре стало очевидно, что бессмысленно запрещать вмешиваться в дела государства тем, кто осуществлял смену султанов, и их нельзя принудить делать то, чего они делать не желают. В следствии этого правление Мустафы IV было наполнено большими беспорядками, смутой, распадом государственной структуры и, в конечном итоге, неустанной борьбой между сторонниками реформ и их противниками, что вскоре привело к сожалению по поводу свержения Селима III.
В правление Мустафы IV продолжилась начавшаяся в 1806 году война с Россией. Из-за войны великий визирь Ибрагим Хильми-паша отсутствовал в столице, пребывая с армией на фронте, однако отголоски событий в Стамбуле донеслись и до войск: янычары подняли бунт, великий визирь был лишён должности, армия стала распадаться, ага янычар Пехливан, затеявший бунт, был убит собственными товарищами, великим визирем был назначен Челеби Мустафа-паша, однако порядок восстановить не удалось. Хаос в войсках сделал османскую армию уязвимой перед противником; османские войска потерпели поражение как на суше, так и на море, в результате чего 24 августа 1807 года было заключено Слободзейское перемирие. Однако османский султан вместо принятия мер для успешного завершения войны занялся кадровыми перестановками.
В это же время в Стамбуле каймакам Муса-паша и шейх-уль-ислам Атауллах Мехмед-эфенди, являвшиеся одними из организаторов свержения Селима III и прихода к власти Мустафы IV, окончательно потеряли контроль над ситуацией. В ноябре 1807 года Муса-паша был снят с должности и заменён Таяр Махмудом-пашой — смертельным врагом бывшего султана; это назначение привело к тому, что вокруг Алемдара Мустафы-паши стали собираться придворные старого порядка, желавшие вернуть на трон Селима III. В то же время, Таяр Махмуд-паша, не сумевший ужиться с Атауллахом Мехмедом-пашой, был снят с поста каймакама в марте 1808 года. 19 июля 1808 года Алемдар прибыл с войском в Стамбул, где сразу же установил общественный порядок, приказал казнить Кабакчы Мустафу-пашу и снял с поста шейх-уль-ислама Атауллаха Мехмеда-эфенди, заменив его Арапзаде Мехмедом Арифом-эфенди.
Пока собравшиеся вокруг Алемдара ждали возможности вернуть Селима III на трон, люди Мустафы IV — камергер Незир, кетхюда Эбе Селим, башчухадар Абдулфеттах — искали способы убить его. Поняв всю серьёзность ситуации, Алемдар Мустафа-паша совершил налёт на Порту и арестовал великого визиря, после чего отправился в султанский дворец, чтобы освободить Селима III. Одновременно с этим он запросил у шейх-уль-ислама Мехмеда Арифа-эфенди фетву о признании султаном Селима.

### Свержение и смерть
Когда 28 июля войска во главе с Алемдаром захватили Стамбул и приблизились к дворцу, Мустафа IV приказал запереть ворота и убить дядю Селима III и своего единокровного брата и наследника шехзаде Махмуда. Турецкий историк Недждет Сакаоглу писал, что Мустафу к этому решению подтолкнули дворцовые женщины: мать Айше Синепервер-султан, сестра Эсма-султан и некоторые жёны и наложницы. Ходили даже слухи, что Мустафа лично напал на брата, собираясь убить его. Пока люди султана убивали его дядю и разыскивали брата, сумевшего скрыться от палачей, мать Мустафы IV Айше Синепервер-султан вышла к воротам дворца, где вступила в словесную перепалку с Алемдаром-пашой. Хотя Селим III был убит, шехзаде Махмуд пережил нападение. В тот же день, 28 июля 1808 года (4/14 джумада аль-ахира 1223 года по хиджре), он под именем «Махмуда II» был возведён на трон как последний мужчина династии.
Мустафа IV и его мать встретили переворот спокойно, заявив лишь, что Мустафа трон не покидал и потому нахождение на нём Махмуда незаконно. Самого же Мустафу от гнева Алемдара за убийство Селима III спас имам Шехрияры Ахмед Камиль-эфенди, забравший под своё покровительство и несдержанную на язык мать бывшего султана. После свержения Мустафа был заперт в своих покоях, а его мать, вопреки традиции, поселилась в покоях гарема, а не была выслана в Старый дворец. Хотя Махмуд II проявил милость к матери Мустафы, за причастность к убийству Селима III были казнены десять человек (как женщин, так и юношей) из гарема Мустафы — они были утоплены в Босфоре у побережья острова, на котором расположена Девичья башня. При новом султане Алемдар стал великим визирем, и всё его недолгое правление Мустафа IV слал письма с просьбами вернуть ему трон.
Оказавшись у власти, Алемдар установил в столице военную диктатуру и пригласил аянов Анатолии и Балкан в Стамбул, где они 7 октября 1808 года приняли соглашение под названием Договор согласия, узаконивший политический статус аянов и наложивший ограничения на абсолютную власть султана. Кроме того, Алемдар основал 14 октября 1808 года новый военный корпус Секбан-ы Джедид. Всё это разозлило как султана, так и янычар, которые подняли новое восстание, целью которого было избавиться от Алемдара и его ставленника Махмуда II, а также вернуть на трон Мустафу IV. Махмуд II не стал защищать Алемадара, который был убит бунтовщиками, и отдал приказ о казни Мустафы. 15, 17 или 18 ноября 1808 года (28 рамадан 1223 года по хиджре) Мустафа IV был задушен поясным ремнём капуданом-пашой Абдуллой Рамизом, вали Карамана Кады Абдуррахманом-пашой, государственным деятелем Сейидом Али-эфенди и Индже Мехмед-беем.
Мустафа IV был торжественно похоронен в мавзолее его отца Абдул-Хамида I в Бахчекапы. Среди мятежников ходили слухи, что гроб был пуст, поэтому они требовали показать тело Мустафы IV — в противном случае мятежники отказывались признать султанат Махмуда II и при необходимости собирались возвести на трон одного из представителей крымской династии, Эсму-султан или Молла Хюнкяроглу из Коньи.
Мать Мустафы IV пережила его на 20 лет и скончалась в Старом дворце в Стамбуле 11 декабря 1828 года.

## Личность
В то время, как Селим III, который имел в своём распоряжении подготовленные по европейскому образцу войска, созданные с огромными усилиями и затратами, и которые могли легко подавить восстание против него, не воспользовался этими силами, когда власть его оказалась под угрозой, и отказался от собственных реформ, не ясно и какой путь выбрал бы Мустафа IV, если бы он не был свергнут: неизвестны ни его мнение по поводу реформ, ни то, отказался бы он от нововведений как дядя или же пошёл по реформистскому пути, как его брат Махмуд II. Большинство исследователей, относивших Мустафу IV к сторонникам так называемого «старого порядка», считали его «мало рассудительным и не умным, не знающим потребностей времени, жадным до султаната и достаточно беспощадным, чтобы сотрудничать с теми, кто готовит восстание, которое поставит под угрозу выживание государства». Турецкий историк Кемаль Бейдилли, автор статьи о Мустафе IV в «Исламской энциклопедии» же считал, что такие характеристики в действительности не имели к этому султану никакого отношения: он полагал, что если бы сторонники реформ и Алемдара Мустафы-паши не имели навязчивой идеи вернуть на трон Селима III, Мустафа IV продолжил бы реформы, свёрнутые его предшественником. Мустафа IV принимал жёсткие меры против тех, кто устраивал беспорядки и разного рода безнравственность в городе, независимо от того, были ли они янычарами, приведшими его к власти, или иными людьми. Он восхищался некоторыми деятелями времён правления его дяди, такими как Сыр Катиби Ахмед Фаиз-эфенди и Кетхуда Хаджи Ибрагим-эфенди, и заявлял, что мог бы немедленно назначить одного из них великим визирем, если бы они были живы, и что вокруг него не осталось государственных деятелей, которые могли бы быть полезны. Тот факт, что он сожалел о сложившейся ситуации, что он рассматривал возможность размещения переобученных солдат в артиллерийских казармах в Таксиме, что он пытался реорганизовать это учебное заведение во время своего короткого правления, в частности, пристально интересуясь положением инженерной школы, что он подготовил новый подробный военный кодекс, говорит о том, что Мустафа IV был скорее всего сторонником нового порядка и продолжил бы реформы, если бы не был свергнут. Во время правления Мустафы IV от идеи возрождения Низам-и Джедида не отказались полностью, а сам султан тайно поддержал реформы, назначив в казармы Левента для проведения исследований по этому вопросу Сулеймана-агу, который ранее был инструктором, переобучавшим воинов.

## Семья
Сведений о женщинах и детях Мустафы IV в источниках крайне мало.
Турецкий историк Недждет Сакаоглу и османист Энтони Олдерсон указали четверых жён этого султана: Шевкину́р Башкады́н-эфе́нди (тур. Şevkinur Başkadınefendi), Пейкиди́ль-кады́н (тур. Peykidil Kadın), Дильпези́р-кады́н (тур. Dilpezir Kadın) и Сеяре́-кады́н (тур. Seyyare Kadın). Турецкий историк Чагатай Улучай в книге «Женщины и дочери султанов» указывает тех же жён, что Сакаоглу и Олдерсон, за исключением Пейкидиль, о которой он упоминает только в комментариях к главе о женщинах Мустафы IV.
Сакаоглу, Улучай и османский историк Сюрея Мехмед-бей называют Шевкинур (умерла в Стамбуле в 1812 году) главной женой (башкадын-эфенди) Мустафы IV; Сакаоглу пишет также, ссылаясь на работу Халука Шехсувароглу «Стамбул на протяжении веков», что Шевкинур была похоронена в мавзолее свёкра Абдул-Хамида I Хамидие в Бахчекапы, хотя Улучай и Сюрея указывают местом погребения Шевкинур сад при мавзолее Хамидие. Пейкидиль (умерла в Стамбуле в августе 1808 года) была одним из организаторов убийства бывшего султана Селима III и покушения на жизнь наследника престола шехзаде Махмуда (так называемое «Дело Алемдара»), целью которых было сохранение трона за Мустафой IV и его потомством; ссылаясь на Олдерсона, Сакаоглу пишет, что Пейкидиль была казнена по приказу Махмуда II, и предполагает, что она была отвезена к Девичьей башне и брошена в море. О Дильпезир (умерла в Стамбуле, предположительно в 1809 году) известно только, что она была одной из жён Мустафы IV; она не значится в работе Шехсувароглу, однако Улучай пишет, что похоронена она была в мавзолее Абдул-Хамида I, а Сюрея — в саду при этом мавзолее. Сеяре (умерла в Стамбуле, предположительно в 1816 или 1817 году) прожила дольше других жён Мустафы IV и была похоронена в мавзолее Хамидие или в саду при этом мавзолее. Сакаоглу также писал, что нескольких наложниц и жён Мустафы IV, причастных к «делу Алемдара», удушили и утопили в Босфоре; других же женщин, которые не участвовали в заговоре, похоронили по всем правилам в мавзолее Абдул-Хамида I.
Достоверно известно только об одном ребёнке Мустафы — посмертной дочери Эмине́-султа́н. Сакаоглу писал, что родилась она через полгода после убийства отца — 6 мая 1809 года в Стамбуле — и умерла там же 13 ноября 1809 года; имя её матери установить не удалось. Девочка была похоронена в мавзолее Хамидие рядом с отцом. В «Реестре Османов» Сюреи Мехмед-бея указано, что она родилась 21 раби-аль-авваль 1224 года по хиджре и умерла 3-4 месяца спустя. Чагатай Улучай отмечал, что существование Эмине подтверждается записью в реестре жалований (тур. tayinat defteri), хранящемся в архивах. Сакаоглу также писал, что няней Эмине была Мухтавие-хатун, жена Саид-бея, умершая 16 ноября 1812 года и похороненная на кладбище Караджаахмет в Ускюдаре. Олдерсон писал, что помимо Эмине, рождённой 6 мая 1809 года, у Мустафы IV мог быть сын, также посмертный.
Сакаоглу также сообщал о неизвестной по имени жене Мустафы IV (существование которой, впрочем, не было доказано) и её сыне Ахмеде Надире, заявлявшем, что является сыном Мустафы IV и законным наследником османского престола. Информация эта основана на статье профессора Семави Эйидже «Ахмед Надир: таинственный лже-шехзаде в османской истории»; Эйиджи писал: «Мать Ахмеда Надира, утверждавшего, что он является шехзаде, была одной из жён Мустафы IV. Она была беременна, когда бывшего султана убили через четыре месяца после свержения. На русском корабле она бежала в Грузию, вернулась к своей семье. Через несколько месяцев там она родила Ахмеда Надира».

## Комментарии
1. ↑  Турецкий историк Недждет Сакаоглу отмечал, что Айше Синепервер была одной из одиннадцати жён Абдул-Хамида I и первоначально при попадании в гарем носила титул шестой жены (кадын-эфенди), но со временем получила титул второй жены[5]; однако турецкий историк Чагатай Улучай называл её четвёртой женой султана[6].
2. ↑  Ахмеда и Эсму детьми Абдул-Хамида I от Айше Синепервер-султан называли Сакаоглу и Улучай[7][6], однако турецкий историк Али Акйылдыз посчитал детьми Айше Синепервер Мустафу IV и шехзаде Ахмеда[8], тогда как османист Энтони Олдерсон и османский историк Сюрея Мехмед-бей — только Мустафу IV[9][10].
3. ↑  Начиная с XVII века, после того, как перестал применяться закон Фатиха, в Османской империи действовал сеньорат — принцип наследования, при котором султаном становился старший мужчина в семье. В 1876 году была принята Конституция Османской империи, которая закрепила де-юре существующий уже столетия де-факто сеньорат (тур. ekberiyyet): «Статья 3. Османская верховная власть, сосредоточивающая в лице государя великого халифа, принадлежит старшему принцу династии Османа, сообразно правилам, установленным ab antiquo»[12].
4. ↑  Таярзаде Ахмед Ата[тур.] в своём труде «История Ата» писал, что когда Накшидиль поселилась в «отведённых для неё покоях», бывшая валиде Синепервер должна была «переехать в Старый дворец», однако Махмуд II проявил милосердие, назначив ей «материнство» (признал мачехой), и, вопреки древним традициям, выделили ей покои в дворцовом гареме[5].
5. ↑  Сакаоглу отмечал, что при наборе текста в печать глава о Мустафе IV была ошибочно озаглавлена «Мустафа III»[20].